# Ивановка (Шарангский район)
 Ивановка  — опустевшая деревня в Шарангском районе Нижегородской области в составе  Кушнурского сельсовета .

## География
Расположена на расстоянии примерно 19 км на юг-юго-восток от районного центра посёлка Шаранга.

## История
Была основана с 1852 году выходцами из Стретенской волости Яранского уезда. В 1873 году здесь (починок Ивановский) было отмечено дворов 2 и жителей 69, в 1905 40 и 288, в 1926 (деревня Ивановская) 66 и 361, в 1950 (Ивановский) 68 и 232, в 1978 56 человек. По состоянию на 2020 год опустела.

## Население
Постоянное население составляло 14 человек (русские 100%) в 2002 году, 1 в 2010.